# Дзіково (Куявсько-Поморське воєводство)
Дзіково (пол. Dzikowo, нім. Sickau) — село в Польщі, у гміні Оброво Торунського повіту Куявсько-Поморського воєводства.
Населення — 353 особи (2011).
У 1975-1998 роках село належало до Торунського воєводства.

## Демографія
Демографічна структура станом на 31 березня 2011 року:
|          | Загалом | Допрацездатний вік | Працездатний вік | Постпрацездатний вік |
| -------- | ------- | ------------------ | ---------------- | -------------------- |
| Чоловіки | 153     | 36                 | 109              | 8                    |
| Жінки    | 200     | 53                 | 120              | 27                   |
| Разом    | 353     | 89                 | 229              | 35                   |